# Centre national de la danse
Pour les articles homonymes, voir CND.
Le Centre national de la danse (CND) est une institution dépendant du ministère de la Culture et de la Communication français et dévolu à la danse sous tous ses aspects : la promotion de spectacles et de chorégraphes, la diffusion de la culture chorégraphique, la création artistique, et la pédagogie destinée aux élèves confirmés.

## Histoire
Créé en 1998 à l'initiative du ministère de la Culture et de la Communication, le CND se situe au croisement de la culture chorégraphique, de la création, de la diffusion et de la pédagogie. Il est établi rue Victor-Hugo à Pantin, près de la porte de Pantin, sur le quai de l'Aisne qui longe le canal de l'Ourcq et possède une antenne permanente en Rhône-Alpes à Lyon. 
Les formations dispensées par le CND sont variées. Il s'agit de formations diplômantes, telles que le diplôme d’État de professeur de danse ou les formations d'artistes chorégraphes. Le centre assure également des formations continues et assure des ateliers pratiques pour amateurs. Le centre possède treize studios de danses, dont trois sont destinées aux représentations d'œuvres. 
La diffusion de la culture chorégraphique est assurée par une médiathèque uniquement consacrée à la danse et accessible au grand public, ainsi que par un important travail d'édition.

## Missions
Les missions du Centre national de la danse sont relativement différentes des Centres chorégraphiques nationaux, lieux de création pure, alors que le CND serait à rapprocher d'un conservatoire (pour ses cours, diplômes et services de documentation) au sens pédagogique du terme. Le CND met toutefois gratuitement à la disposition de compagnies régionales trois studios de répétitions. Les missions du Centre national de la danse s'ordonnent autour de grandes priorités :
- Le soutien à la création et à la diffusion
- Les formations destinées aux artistes chorégraphiques et aux enseignants de la danse
- La prise en compte des conditions d’exercice des professions de la danse
- Le développement de la culture chorégraphique.

## Édifice

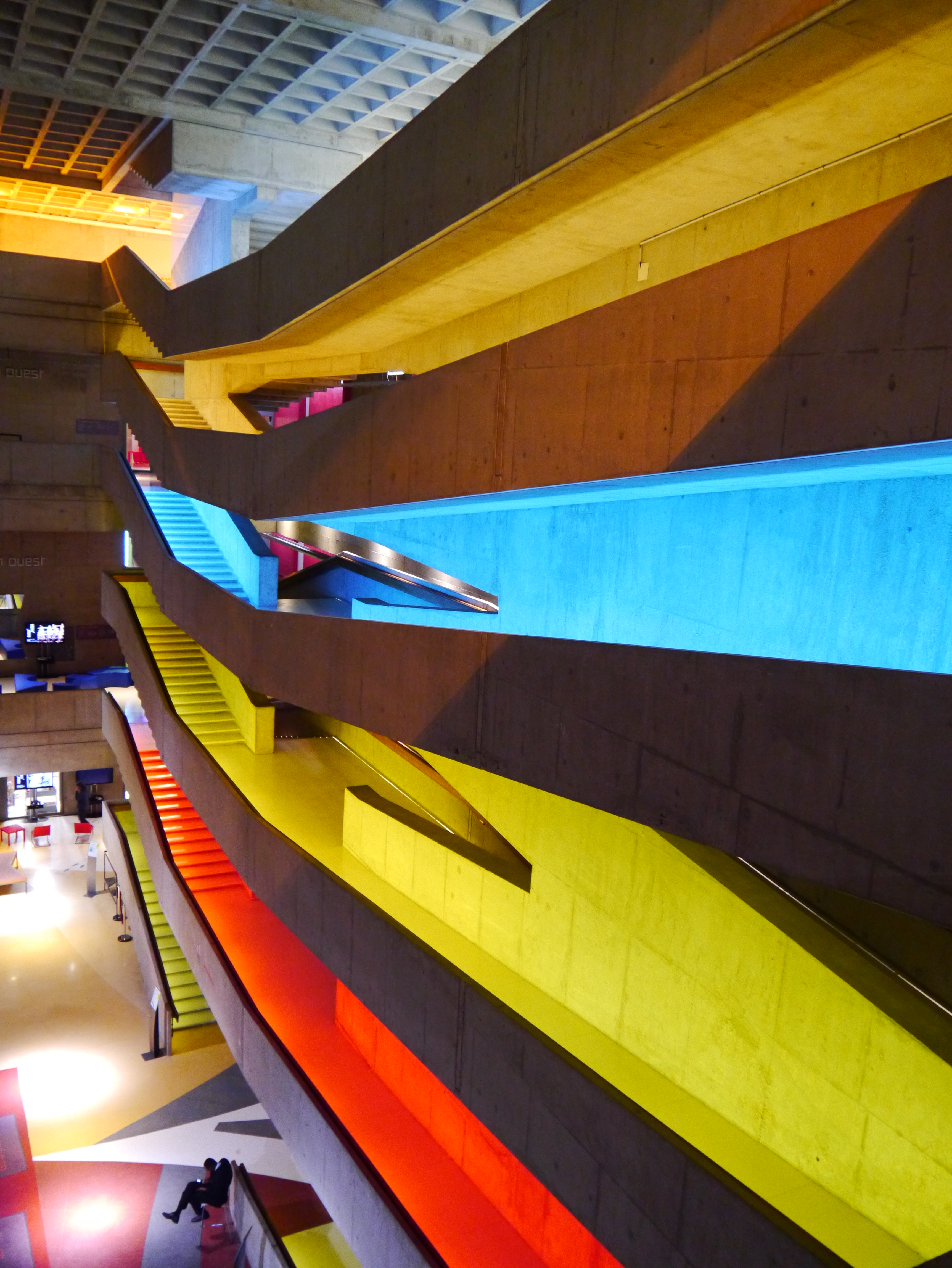
Atrium du CND.

Conçu en 1965 par l’architecte « brutaliste » Jacques Kalisz, à la demande de Jean Lolive alors maire communiste de Pantin qui veut rompre avec les modèles bourgeois des bâtiments publics traditionnels, le bâtiment a eu pour première affectation en 1972 d’abriter la cité administrative de la ville de Pantin. Jacques Kalisz, rompant avec le modèle classique des murs rideaux sans relief, transperce ses façades-masque en projetant les volumes intérieurs à l'extérieur, soulignés par d'importants balcons suspendus qui  sont occultés par des tabliers aux formes géométriques d’inspiration aztèque. Mais l'événement architectural qui accueille le visiteur est une rampe d'escalier à double circulation monumentale, suspendue sur plus de 18 mètres, qui domine le hall d'entrée, Kalisz souhaitant par ce geste mettre en scène les services administratifs aux citoyens.
Vingt ans plus tard, le centre est déserté (peu fonctionnel, sans isolation phonique et thermique, les usagers et occupants n'ont pas su  s'approprier la monumentalité du lieu, ces derniers ont même détourné la pensée de l'architecte, multipliant les cloisons et faux plafonds et habillant les murs de moquettes) mais la destruction du « Palais du peuple » (expression de Kalisz) voulue par les Pantinois coûte trop cher. 
Aussi, en 1997, la municipalité de Pantin le met à la disposition du ministère de la Culture pour un franc symbolique dans le cadre d’un bail emphytéotique de 60 ans en vue d’y accueillir le Centre national de la danse. Ce ministère décide une vaste opération de réhabilitation et de réaffectation. Deux architectes, Antoinette Robain et Claire Guieysse, procèdent entre 2000 et 2003 à la rénovation tout en l’adaptant aux besoins du Centre national de la danse : treize studios de répétition dont trois ouverts au public pour des spectacles ou des performances, un foyer pour les danseurs (correspondant originellement au commissariat du « Palais du peuple », il forme désormais un atrium intérieur coloré visible depuis l'espace de la cafétéria), une trentaine de loges (correspondant aux  anciennes cellules de garde à vue des prisonniers), une maison des compagnies, une médiathèque, une salle de projection, des espaces d'expositions, des salles de cours, enfin des bureaux pour l'administration sont développés sur quatre niveaux. Pour ce travail dans lequel elles ont choisi de respecter la singularité architecturale du bâtiment tout en l'adaptant à ses nouvelles fonctions, elles ont été lauréates du Prix de l'Équerre d'argent en octobre 2004. La mise en lumière du bâtiment a été confiée à Hervé Audibert qui a décidé de redonner vie aux espaces en éclairant les volumes par des néons colorés qui marquent les nouvelles activités du lieu. Des artistes plasticiens ont également été sollicités dans le cadre de la commande publique et du 1% artistique : la réalisation d’éléments du mobilier a été confiée à Michelangelo Pistoletto, chantre de l'Arte Povera et la signalétique intérieure et extérieure au graphiste Pierre di Sciullo. L’élaboration de la ligne de mobilier a été confiée à Hélène Diebold.
Le CND Lyon-Rhône-Alpes, dans les 740 m2 disponibles, dispose de trois studios de danse, et d’une salle de réunion qui conjugue murs anciens et qualité des aménagements pour accueillir les professionnels.
Le réalisateur Jan Kounen utilise le potentiel plastique et dynamique du CND pour tourner en 2006 la majorité des scènes de son film 99 francs.

## Direction du CND
- Michel Sala, 2001-2007
- Monique Barbaroux, 2008-2013
- Mathilde Monnier, décembre 2013- juin 2019[7].
- Catherine Tsekenis, depuis le 1er juillet 2019[8].